# دنی مرتون
دنی مرتون (انگلیسی: Danny Emerton؛ زادهٔ ۲۷ سپتامبر ۱۹۹۱) بازیکن فوتبال اهل بریتانیا است.
از باشگاه‌هایی که در آن بازی کرده‌است می‌توان به باشگاه فوتبال هال سیتی، باشگاه فوتبال آلفرتون تاون، باشگاه فوتبال نورث‌همپتون تاون، و باشگاه فوتبال نورث فریبی یونایتد اشاره کرد.